# Diamonds (Amanda-Lear-Lied)
Diamonds ist ein Lied von Amanda Lear aus dem Jahr 1979, das von ihr und Anthony Monn geschrieben wurde. Es erschien auf ihrem vierten Studioalbum, Diamonds for Breakfast.

## Geschichte
Im Liedtext, von Amanda Lear selbst geschrieben, lobt die Sängerin die Diamanten. Die Musik und Produktion sind von Anthony Monn. Diamonds wurde Ende 1979 als zweite Single aus Diamonds for Breakfast ausgekoppelt.

## Musikvideo
Das Musikvideo wurde in Paris gefilmt. Es zeigt Amanda wie sie vor dem Van Cleef & Arpels-Laden in die Place Vendôme tanzt, in der Badewanne sitzt und die Diamanten im Bett isst.

## Charts und Chartplatzierungen
| ChartsChartplatzierungen | Höchstplatzierung | Wochen |
| ------------------------ | ----------------- | ------ |
| Deutschland (GfK)        | 30 (12 Wo.)       | 12     |